# Gosaukamm

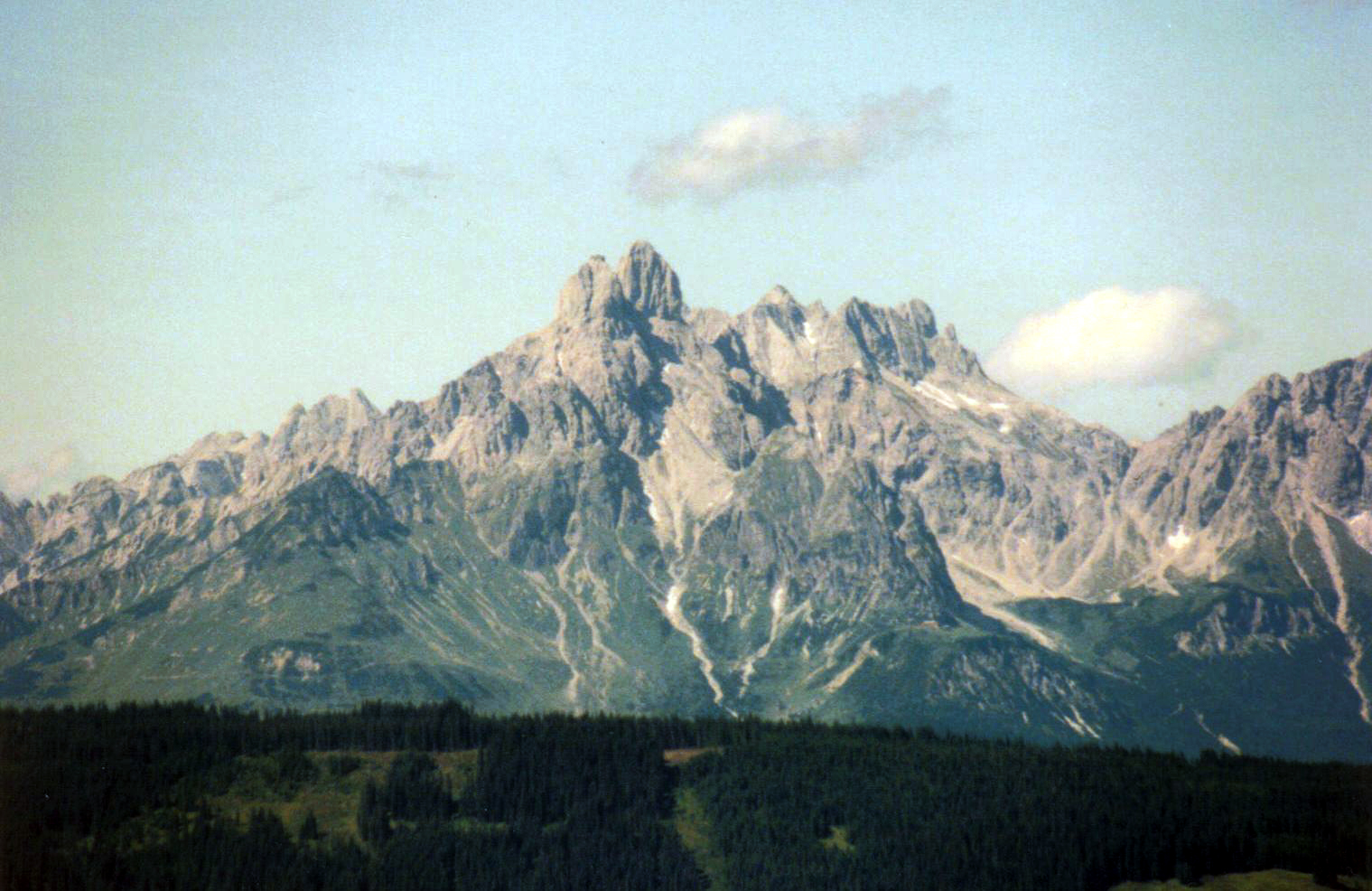
Ansicht von Südwesten

Ansicht von Westen

Der Gosaukamm ist ein untergeordneter, kleiner Gebirgsstock im Dachsteingebirge in Österreich.

## Geographie
Trotz seiner geringen Ausdehnung bildet der Gosaukamm dennoch eine unverwechselbare Kulisse über dem Tal von Gosau. Über seinen schroffen Felsgrat verläuft die Grenze zwischen den Bundesländern Salzburg und Oberösterreich. Der Gosaukamm zieht sich in Nordwest-Südost-Richtung beginnend an der Hochfläche der Zwieselalm mit der Gablonzer Hütte über zahlreiche wild gezackte Felsgipfel, die Höhen über 2.000 Meter erreichen, bis zur höchsten Erhebung der Gruppe, der Bischofsmütze. Das eigentliche Dachsteingebirge beginnt im Anschluss östlich vom Steiglpass (2018 m).
In der folgenden Aufzählung werden die wichtigsten Gipfel nach der geografischen Reihenfolge (von Nordwest nach Südost) genannt:
- Kleiner Donnerkogel (1920 m)
- Großer Donnerkogel (2054 m)
- Steinriesenkogel (2008 m)
- Strichkogel (2036 m)
- Angerstein (2100 m)
- Mandlkogel (2279 m)
- Wasserkarkogel (2268 m)
- Sternkogel (2320 m)
- Großwand (2415 m)
- Däumling (2322 m)
- Armkarwand (2348 m)
- Stuhllochspitze (2172 m)
- Große Bischofsmütze (2458 m)
- Kleine Bischofsmütze (2430 m)
- Kamplbrunnspitze (2190 m)

Darüber hinaus existieren insbesondere an der Bischofsmütze noch weitere untergeordnete Gipfel, die jedoch touristisch gesehen keine große Rolle spielen.

## Wanderwege und Schutzhütten
Der bekannteste Wanderweg führt als klassische Bergtour rund um den Gosaukamm. Trittsichere Bergwanderer können die Tour in ein bis zwei Tagesetappen bewältigen. Ausgangspunkt ist der Vordere der Gosauseen, von dort geht es über die Gablonzer Hütte, die Stuhlalm und die Theodor-Körner-Hütte auf der Westseite des Gosaukammes ohne etwaige Gipfelbesteigungen entlang zur Hofpürglhütte. Dort kann übernachtet werden, um am nächsten Tag über den Steiglpass auf die Nordostseite zu wechseln und wieder an den Vorderen Gosausee abzusteigen. Entlang dieses Weges werden einem zahlreiche Eindrücke des Gosaukammes nähergebracht, ohne dabei große Höhenunterschiede zu bewältigen.
Weitaus weniger begangen werden die ausgesetzten Steiganlagen auf die Felsgipfel des Gosaukammes. Nur wenige sind überhaupt über markierte und teilweise gesicherte Alpinsteige zu ersteigen. Dabei sind in jedem Fall Trittsicherheit, Schwindelfreiheit und Klettergewandtheit erforderlich. Im Gosaukamm gibt es keinen einzigen leichten Wanderberg. Die meistbesuchten Gipfel sind der Große Donnerkogel, der Strichkogel, der Angerstein und der Mandlkogel. Erstgenannter wird von der Gablonzer Hütte angegangen, während die drei anderen als Ausgangspunkt die Stuhlalm bzw. Theodor-Körner-Hütte voraussetzen. Auf die Bischofsmütze führt übrigens kein Steig, sie ist nur durch Kletterei erreichbar. Ausgangspunkt für ihre Besteigung ist in jedem Fall die Hofpürglhütte, welche im Übrigen am schnellsten von Filzmoos erreichbar ist.

## Skitouren
Im Winter sind am Gosaukamm trotz extrem steiler Hänge und überwiegenden Felsabstürzen durchaus extreme Skitouren möglich. Meist werden dabei passende Einschartungen zwischen den Gipfeln gewählt, um über die Kare aufsteigen und wieder abfahren zu können. Skitouren im Gosaukamm sind aufgrund der starken Neigungen und der hohen Lawinengefahr auf jeden Fall nur dem Geübten und Ortskundigen zu empfehlen. Ziele von Skitourengehern sind:
- Sulzkar und Strichkogelscharte
- Weitkar und Weitkarscharte
- Weite Zahring
- Stuhlloch und Stuhllochscharte
- Kamplbrunnspitze und Leckkogel
- Ahornkar und Mitterkogel

Nordwestlich anschließend liegt das Skigebiet Dachstein-West.

## Klettergeschichte
Die Erstersteigung der Großen Bischofsmütze erfolgte durch die steirischen Bergführer Johann Schrempf (auch bekannt als Auhäusler) und Johann Steiner am 28. Juni 1879 über die Nordschlucht. Ende des 19. Jahrhunderts waren die bekanntesten und höchsten Gipfel des Gosaukamms bereits erstiegen. 1903 fand Gustav Jahn einen eindrucksvollen Weg durch die Südwand der Großen Bischofsmütze. Auch heute noch gilt der so genannte „Jahnweg“ als nicht zu unterschätzende Kletterei. 1906 wurde von Alfred von Radio-Radiis der ersten Gebietsführer für das Dachsteingebirge verfasst und trieb damit die touristische Entwicklung des Gebietes weiter voran.
Im Gosaukamm war der Däumling der letzte unbestiegene Gipfel. Am 18. September 1913 standen der berühmte Paul Preuß und Günter von Saar als erste Menschen auf dem markanten Felsturm. Noch im gleichen Jahr sollte Paul Preuß beim Versuch einer Erstbesteigung an der Mandlkogel-Nordkante tödlich abstürzen.
In der Zwischenkriegszeit wurden zahlreiche Wände des Gosaukamms auf sehr kühne Art und Weise erschlossen. Ein Meilenstein dieser Erschließungswelle ist zweifellos die von den beiden aus Bad Goisern stammenden Kletterern Sepp Lichtenegger und Lois Macherhammer am 10. und 11. September 1932 erstbegangene Ostkante des Däumlings. Ein weiterer Name steht unmittelbar mit der Erstbesteigungsgeschichte der Zwischenkriegszeit im Gosaukamm in Verbindung, nämlich Hubert Peterka. An klettergeschichtlich untergeordneten Bergen des Gosaukamms schob Peterka die Grenzen des noch Kletterbaren immer weiter nach oben.
Am 3. August 1948 gelang Willi End eine Erstbegehung der Direkten Nordwand an der Großen Bischofsmütze. Um diese Erstbegehung ranken sich durchaus auch Mythen. Möglicherweise waren zwei Kletterer (Spitzelburger und Palaoro) schon 1947 durch die abweisende Wand geklettert. „Nichts Genaues weiß man nicht“ schreibt Thomas Jekel in seinem gemeinsam mit Kurt Schall herausgebrachten Kletterführer 1996.
1958 brachte der bereits erwähnte Wiener Kletterer Willi End den ersten Dachsteinführer in der Reihe der Alpenvereinsführer heraus. Zahlreiche Neuauflagen machten diesen Führer zum Standardwerk für den Gosaukamm, an dessen Tatsache sich bis 1996 nichts ändern sollte. Auch heute noch sind diese leider vergriffenen Bücher ein hervorragendes Standardwerk für das Gebiet.
Die Freikletterwelle erfasste in den späten 1960er bzw. in den frühen 1970er Jahren den Gosaukamm. Es waren vor allem einheimische Kletterer, die diese neue Form des Kletterns nun auch hier umzusetzen versuchten. Allen voran waren es Hias Schreder, Edi Lindenthaler und Albert Precht. Die ersten Touren im magischen siebten Grad wurden im Gosaukamm nur wenig später als die sogenannten Pumprisse (1977) im Wilden Kaiser erschlossen. Zu den ersten Siebenertouren im Gosaukamm zählen die Harakiriplatte am Glatscherofenkogel (1979) und der Schinderriss am Angerstein (1982).
Das bohrhakengesicherte Sportklettern hält erst sehr spät im Einzug, wenngleich die allerersten Bohrhaken schon sehr früh (ca. 1980) im Gosaukamm gesetzt wurden. Diese Tatsache ist noch außergewöhnlicher, wenn man bedenkt, dass diese Bohrhaken in der Däumling Ostkante von keinem geringerem als Klaus Hoi gesetzt wurden. Damals wurden an den Standplätzen sowie an den Abseilständen Stahlbügel einzementiert. Diese Aktion wurde von einem Seilhersteller (auch zu Werbezwecken) finanziert.
Die erste mit einigen wenigen Bohrhaken ausgestattete Sportkletterei ist die 1985 von Klaus Hausl und Norbert Reizelsdorfer von unten erstbegangene Zauberflöte in der Südwestwand des Angersteins. Diese Route ist mittlerweile saniert. Die Originalbohrhaken können aber noch immer bewundert und bei Bedarf auch geklinkt werden. Mit der Route Vampir (1986) und mit der Route Sieger sehen anders aus (1987) wurden in der selbigen Wand nur kurze Zeit später (moralische) Meilensteine des Sportkletterns eröffnet. Volker Möllenhoff und Stefan Worlitzer richteten mit der Humpy Dumpy (1986) am Plattenbauch des Glatscherofenkogels die erste, südfranzösisch gesicherte Bohrhakentour ein. Der Blick in das Tourenbuch der Stuhlalm zeugt auch heute noch von der sehr kontroversiell geführten Auseinandersetzung zwischen den Bohrhakenbefürwortern und den Bohrhakengegnern.
Viele Jahre und einen generellen Haltungswandel später begann Heinz Sudra systematisch Touren mit sehr guter Bohrhakenabsicherung zu eröffnen. Mit der Route Chrysanthemes (1995) wurde ein Plaisierklassiker im Gosaukamm eröffnet. Aus heutigem Blickwinkel ist die Absicherung der Tour aber durchaus noch weiträumig. Kaum vorstellbar, dass zur Zeit der Erstbegehung sehr heftig darüber diskutiert wurde.
Mittlerweile finden sich Bohrhaken in vielen Routen des Gosaukamms. Erstbegehungen werden fast ausschließlich mit Bohrhaken abgesichert. Aber auch in den klassisch alpinen Routen finden sich zumindest an den Standplätzen gebohrte Haken. Heinz Sudra hat mit der Sanierung der Nordwestkante auf die Vordere Kopfwand sowie der Sanierung der Westkante auf den Eisgrubenturm das nachträgliche Absichern von Routen salonfähig gemacht. Mit dem 2003 initiierten Projekt Gosaukamm bildete sich in weiterer Folge eine Diskussionsplattform für die Sanierungsarbeiten im gesamten Gebiet, wodurch ein Bohrhakenstreit wie zum Beispiel im Tennengebirge oder am Hochkönig weitestgehend vermieden werden konnte.